# Эльгинский
Эльгинский — упразднённый посёлок городского типа в Оймяконском улусе Республики Якутия России. Упразднён в 2007 году.

## География
Располагался на левом берегу реки Эльги в 75 км к западу от Усть-Неры, в 660 км к северо-востоку от Якутска и в 12 км от автодороги «Колыма».
Климат
Климат характеризуется как резко континентальный, с продолжительной и чрезвычайно холодной зимой. Средняя температура воздуха самого тёплого месяца (июля) составляет 8 — 19 °C; самого холодного (января) — −41 — −51 °C. Среднегодовое количество атмосферных осадков составляет 150—200 мм.

## История
Возник в послевоенные годы в связи с началом разработок месторождения золота. Датой основания считается 1944 год.
Указом Президиума Верховного Совета Якутской АССР от 29 апреля 1958 года отнесен к категории рабочих поселков населённый пункт Тонгор Оймяконского района, с присвоением ему наименования — рабочий посёлок Эльгинский.
Постановлением Правительства Республики Саха (Якутия) от 3 августа 2007 года № 336 Эльгинский исключён из учётных данных административного деления.

## Население
| 1959 | 1970  | 1979  | 1989  | 2002 |
| ---- | ----- | ----- | ----- | ---- |
| 5248 | ↘3664 | ↘1217 | ↗1521 | ↘392 |